# Minuartia viscosa
Minuartia viscosa là loài thực vật có hoa thuộc họ Cẩm chướng. Loài này được (Schreb.) Schinz & Thell. mô tả khoa học đầu tiên năm 1907.